# 范布倫鎮區 (印地安納州克萊縣)
范布倫鎮區（英語：Van Buren Township）是位於美國印地安納州克萊縣的一個行政鎮區。

## 地方資料
根據2010年美國人口普查的數據，范布倫鎮區的面積為83.70平方千米，當中陸地面積為83.30平方千米，而水域面積為0.40平方千米。當地共有人口3528人，而人口密度為每平方千米42.15人。